# 의혜공주·한경록 쌍분묘
의혜공주·한경록 쌍분묘는 대한민국 경기도 의정부시 호원동에 있다. 2007년 7월 25일 의정부시의 향토문화재 제14호로 지정되었다.

## 개요
중종의 둘째 딸인 의혜공주(懿惠公主, 1521~1563)와 남편 한경록(韓景祿)의 묘소이다. 의혜공주와 한경록은 ‘숯장수와 혼인한 공주’라는 설화의 주인공으로 알려져있는데, 간단하게 살펴보면 다음과 같다. 어느 날 중종이 공주들에게 “너희들이 편안하게 잘 살 수 있는 것은 누구의 덕이냐?” 라고 묻자 의혜공주를 제외한 나머지 공주들은 중종의 덕이라고 하였으나 의혜공주는 중종의 덕이 아니라 한 때의 영화는 물거품과 같은 것이라 들었다고 답하였다. 이에 노한 중종이 의혜공주를 다음 날 새벽 동대문에 가장 먼저 들어오는 자에게 시집보내겠다고 하였는데, 그가 바로 숯장수였던 한경록이었다.

## 현지 안내문
이 곳은 조선(朝鮮) 제111대 중종(中宗)과 문정왕후(文定王后)의 딸인 의혜공주(1521~1564)와 춘천도호부사 한승권(韓承權)과 창녕 조씨의 2남인 청원위 한경록(1529~1593)의 묘소이다.
이들은 한경록(韓景錄)이 12세, 의혜공주(懿惠公主)가 11세 되떤 1531년(중종 26)에 결혼하여 3남을 두었는데, 의혜공주는 1564년(명종19) 44세로 별세하였다.
부군인 한경록은 오위도총부 부총관(五衛都摠府 副摠管)으로서 1593년(선조 26) 74세로 "임진왜란 중 송파 샛강에서 전사하였다"고 구정되고 있으며, 「의정부시정 20년사」와 「의정부지리지」에 소개된 “숯장수와 혼인한 공주” 설화(說話)의 주인공이기도 하다.
470여 년 전에는 가부장적(家父長的)인 가족주의를 상징하는 엄격한 유교(儒敎)사회로서 여인이 권리를 주장하기보다 희생(犧牲)을 강요당하고, 개인은 소외시 되는 제도 하에서 살아야만 했으나, 의혜공주는 당당히 독립자영(獨立自營)의 사상을 굽히지 않고 나아가 자기변혁(自己變革)과 자기계발(自己啓發)이라는 명제를 강력히 주창함과 동시에 공주라는 신분을 타파한 여성으로서 부족함이 없이 살았기에, KBS Korea에서는 "숯장수와 혼인한 공주"라는 제목의 한국설화 동영상(動映像)을 2004년 9월 18일에 방영한 바 있으며, 후손들 중에는 이분을 "왕신(王神)할머니"로 모시는 토속신앙(土俗信仰)도 생겼다.
쌍분 묘 앞의 비석은 여타 비석과 달리 지금까지도 깨끗한데, 이것은 의혜공주의 동생인 제13대 명종 지시에 따라 중국에서 들여왔다고 구전(口傳)되고 있다.

## 같이 보기
- 의혜공주